# Gemma
För andra betydelser se Gemma (olika betydelser).

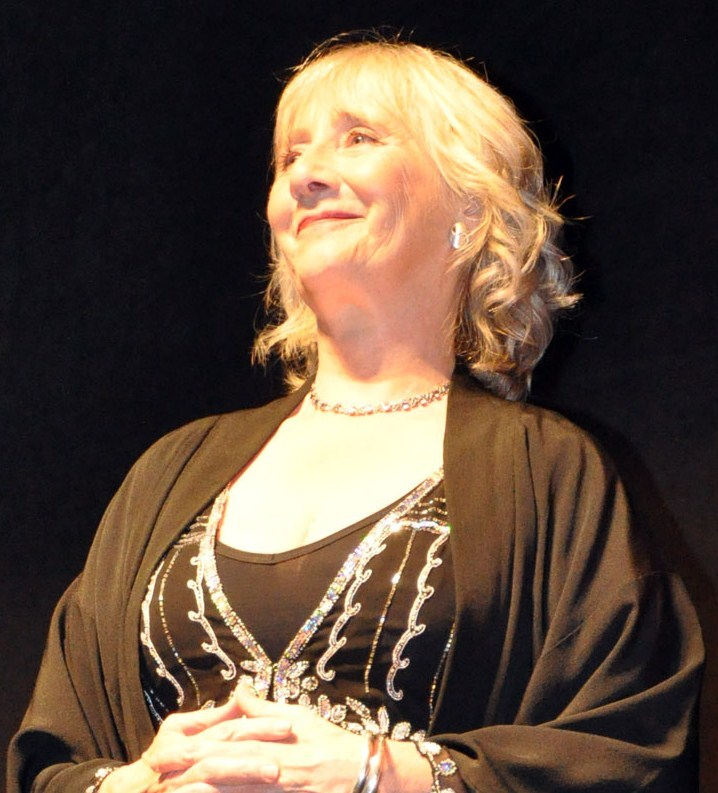
Gemma Jones

Gemma är ett italienskt kvinnonamn som betyder ädelsten (från latin gemma, "ädelsten").
Den 31 december 2014 fanns det totalt 123 kvinnor folkbokförda i Sverige med namnet Gemma, varav 91 bar det som tilltalsnamn.
Namnsdag i Sverige: saknas

## Personer med namnet Gemma
- Gemma Atkinson, brittisk fotomodell och skådespelare
- Gemma Arterton, brittisk skådespelare
- Gemma Bellincioni, italiensk operasångerska
- Gemma Craven, irländsk-brittisk skådespelare
- Gemma Galgani, italienskt helgon
- Gemma Gibbons, brittisk judoutövare
- Gemma Hayes, irländsk singer-songwriter
- Gemma Jones, brittisk skådespelare
- Gemma Mengual, spansk konstsimmare
- Gemma Spofforth, brittisk simmare
- Gemma Ward, australisk fotomodell
- Gemma Whelan, brittisk skådespelare